# Прибрежное (Судак)
Прибре́жное (укр. Прибережне, крымскотат. Pribrejnoye, Прибрежное) — село на юго-востоке Крыма. Входит в Городской округ Судак Республики Крым (согласно административно-территориальному делению Украины — Солнечнодолинский сельский совет Судакского горсовета Автономной Республики Крым).

## Население
| 2001 | 2014 |
| ---- | ---- |
| 3    | ↗43  |

## Современное состояние
На 2018 год в Прибрежном, согласно КЛАДР, числится 14 улиц, при этом на Яндекс-картах в селе улиц не числится; на 2009 год, по данным сельсовета, село занимало площадь 142,6 гектара на которой, в 4 дворах, проживало 8 человек. Прибрежное связано автобусным сообщением с Судаком и соседними населёнными пунктами.

## География
Село расположено на берегу Чёрного моря, у впадения ручья Менэрели-узень, и соединяется дорогой с посёлком Солнечная Долина, который расположен на удалении около 3 км от моря, высота центра села над уровнем моря 7 м. Южнее Прибрежного начинается полуостров и мыс Меганом. Расстояние до Судака около 18 километров (по шоссе), ближайшая железнодорожная станция — Феодосия — примерно в 46 километрах. Соседние населённый пункт на берегу моря посёлок Курортное Феодосийского горсовета — 7 км в северо-восточном направлении. Транспортное сообщение осуществляется по региональной автодороге 35Н-587 от шоссе 35К-005 Алушта — Судак — Феодосия до Прибрежного (по украинской классификации — С-0-11505).

## История
Прибрежное начиналось в 1930-е годы с академических дач Московского института изобразительных искусств. Время образования собственно села пока точно не установлено, впервые в доступных источниках село в составе Лагерновского сельсовета Судакского района встречается в книге «Справочник административно-территориального деления Крымской области на 15 июня 1960 года». Указом Президиума Верховного Совета УССР «Об укрупнении сельских районов Крымской области», от 30 декабря 1962 года Судакский район был упразднён и село включили в состав Алуштинского района. 1 января 1965 года, указом Президиума ВС УССР «О внесении изменений в административное районирование УССР — по Крымской области» Прибрежное предано в состав Феодосийского горсовета. В 1979 году был воссоздан Судакский район и село передали в его состав. С 12 февраля 1991 года село в восстановленной Крымской АССР. Постановлением Верховного Совета Автономной Республики Крым от 9 июля 1991 года Судакский район был ликвидирован, создан Судакский горсовет, которому переподчинили село. 26 февраля 1992 года Крымская АССР переименована в Автономную Республику Крым.
С 21 марта 2014 года в составе Крыма аннексировано Россией, с 5 июня 2014 года в Городском округе Судак.